# Victor Kulle
Pour les articles homonymes, voir Kulle.
Victor Kulle (né le 25 décembre 1953 à Gottwaldov, en Tchécoslovaquie) est un réalisateur, scénariste et producteur de cinéma tchécoslovaque, puis tchèque.

## Filmographie partielle

### Comme réalisateur
- 1974 : Rabotniki truda
- 1974 : Praha v zrcadle stoleti
- 1975 : Mateo Falcone (TV)
- 1976 : Nad ozerom Balaton (TV)
- 1976 : Mezhdu vami i mnoy
- 1976 : Ecce Homo! (TV)
- 1976 : Domino
- 1977 : Prostite, ne tot nomer...!
- 1981 : Dostoevskiy
- 1981 : Chyornaya sobaka
- 1992 : Illusions (TV)

### Comme scénariste
- 1976 : Nad ozerom Balaton (TV)
- 1976 : Domino
- 1977 : Prostite, ne tot nomer...!

### Comme producteur
- 1974 : Rabotniki truda
- 1974 : Praha v zrcadle stoleti
- 1975 : Mateo Falcone (TV)
- 1976 : Mezhdu vami i mnoy
- 1977 : Prostite, ne tot nomer...!
- 1982 : Sto koni